# Jean-Louis Roullet
Pour les articles homonymes, voir Roullet.
Jean-Louis Roullet, né à Arles le 15 novembre 1645 et mort à Paris le 15 septembre 1699, est un graveur français.

## Biographie
Jean-Louis Roullet est le fils d'un meunier Isaac Roullet et de Reynaude Chassaigne. Il a pour parrain Jean-Louis Brunet, futur médecin, qui lui sera d'une grande aide durant sa carrière. Il suit d'abord un enseignement auprès d'un sculpteur sur bois, Jean Laroche, puis auprès du graveur Urbain Deyrolle. Il quitte Arles pour se rendre à Paris où se trouve déjà son parrain. En 1663 il suit l'enseignement des graveurs du roi, Jean Lenfant puis François Poilly. Six ans après la mort de ce dernier, il grave son portrait d'après une esquisse réalisée de son vivant. 
Jean-Louis Roullet part ensuite en Italie de 1673 à 1683 et s'installe d'abord à Florence puis à Rome où il rencontre un immense succès grâce aux gravures de Sainte Claire d'après Agostino Carrache, Notre-Dame des cinq douleurs et Les trois Maries au tombeau du Christ d'après Annibal Carrache. Il devient l'ami de Pierre de Cortone, Carlo Maratta et Ciro Ferri. Il produit également des œuvres d'après Giovanni Lanfranco et Andrea Locatelli.
Il retourne à Arles où il ne séjourne que peu de temps. Il y réalise cependant une gravure pour la thèse d' Arnaud Eymin. Faute de commande  il s'établit à Paris où il grave des portraits et des scènes historiques d'après de grands artistes peintres : Pierre Parrocel, Nicolas de Largillière et Jean Cotelle. Il est agréé par l'Académie royale le 28 juin 1698. La gravure présentée pour être agréé a été le portrait d'Édouard Colbert de Villacerf. Il n'a pas été reçu académicien.
Pierre-Jean Mariette écrit :

« Roullet portait avec lui toutes les dispositions nécessaires pour profiter de ses études, un amour extrême pour le travail et beaucoup d'assiduité, nulle attache pour le plaisir, une patience et une docilité à toute épreuve. Un si aimable caractère ne contribua pas peu à lui procurer les ouvrages considérables qu'on lui confia presque à son arrivée à Rome, et Ciro Ferri, fameux peintre italien, qui en avait fourni les dessins, fut si satisfait de la manière dont il les avait exécutés qu'il résolut de ne plus employer d'autres graveurs que lui. Il ne faisait pas même difficulté de le mettre au-dessus de Spierre, dont il s'était servi jusqu'alors avec tant de succès, et de le lui préférer en toute occasion ; mais Roullet, persuadé de l'habileté de Spierre et charmé de sa belle manière de graver, n'en faisait pas moins ses efforts pour se la rendre familière et se l'approprier, ce qui fait que ses ouvrages ont tant de conformité avec ceux de cet habile graveur ; il a comme lui un beau burin, dont la couleur douce et harmonieuse plaît infiniment ; il est léger dans son travail, il imite son original avec exactitude, et il ne laisse rien échapper où il paraisse la moindre négligence. Il était même si scrupuleux sur ce point que, pour se mieux imprimer dans l'esprit toutes les parties de son original, il en faisait souvent un dessin fort terminé avant que de se mettre à le graver. Ce double travail, et le temps qu'il mettait à finir ses ouvrages, est en partie la cause que l'on en voit un si petit nombre. Sa fortune lui tenait moins encore que sa réputation. Il avait été agréé par l'Académie royale de peinture et de sculpture ; la mort l'empêcha d'être reçu dans cet illustre corps. »

Il meurt à Paris le 15 septembre 1699 et, selon la tradition, dans les bras de son ami le sculpteur Jean Dedieu.

## Galerie

Gravures de Jean-Louis Roullet
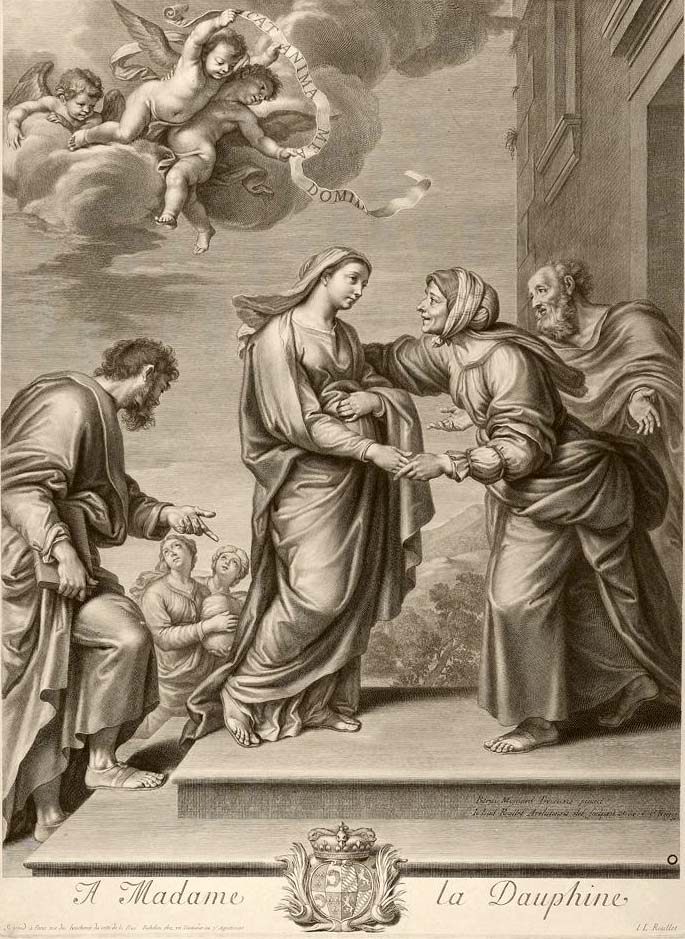
La Visitation d'après Pierre Mignard.
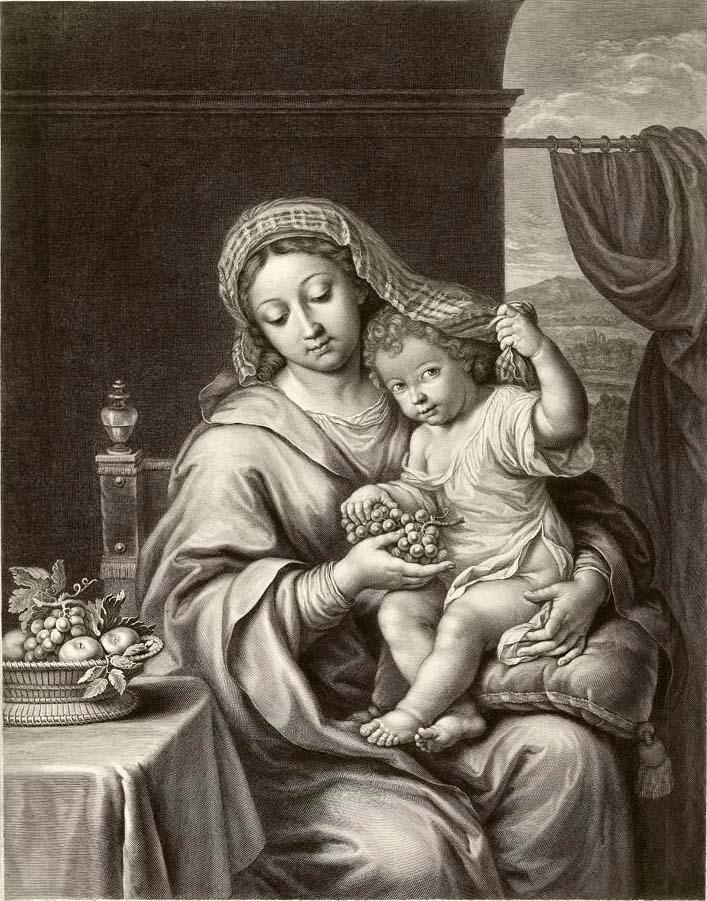
La Vierge à la grappe de raisin d'après Pierre Mignard.
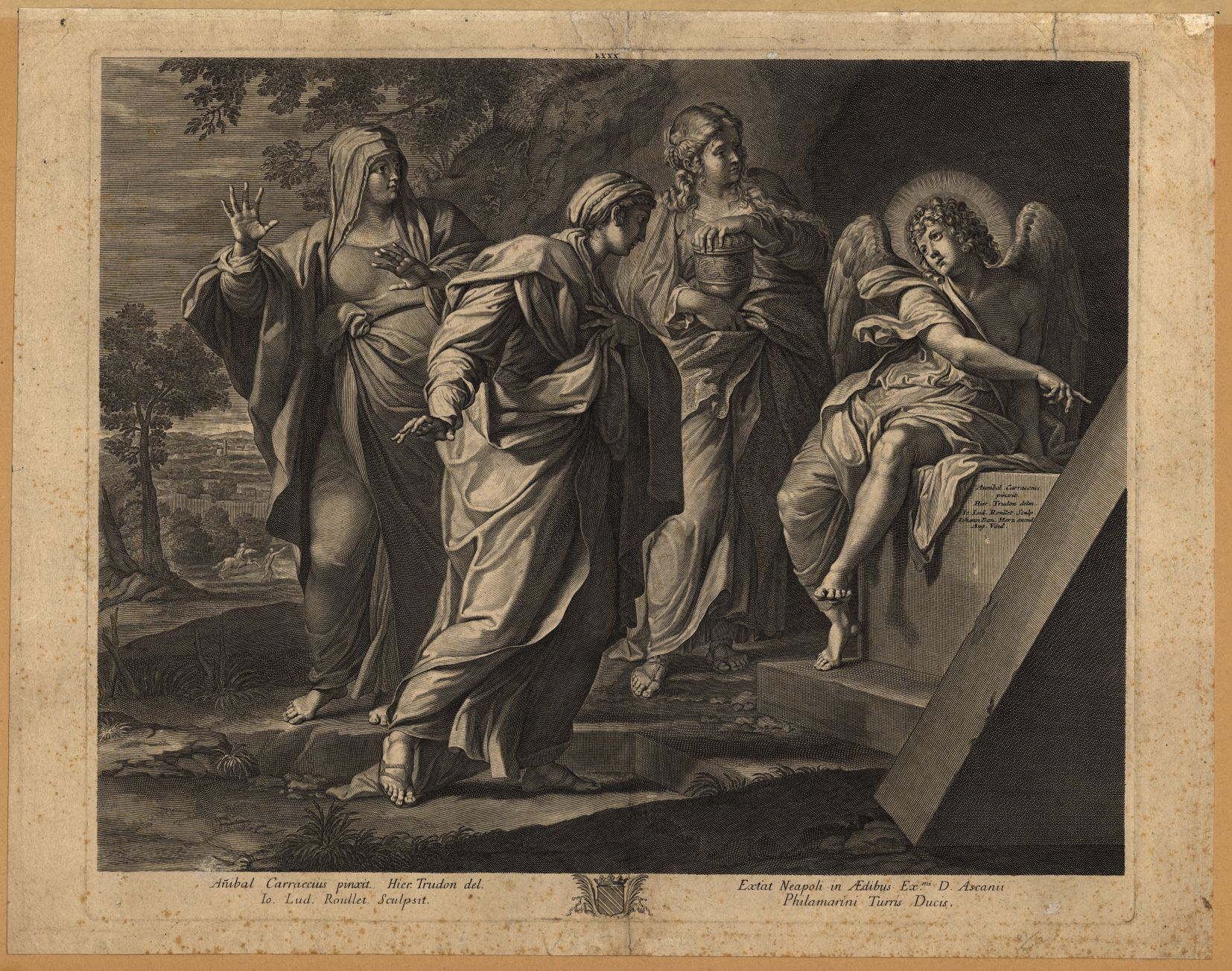
Annonce de la résurrection du Christ faite aux trois Marie, gravé lors d'un séjour à Naples vers 1680 d'après Annibale Carrache.
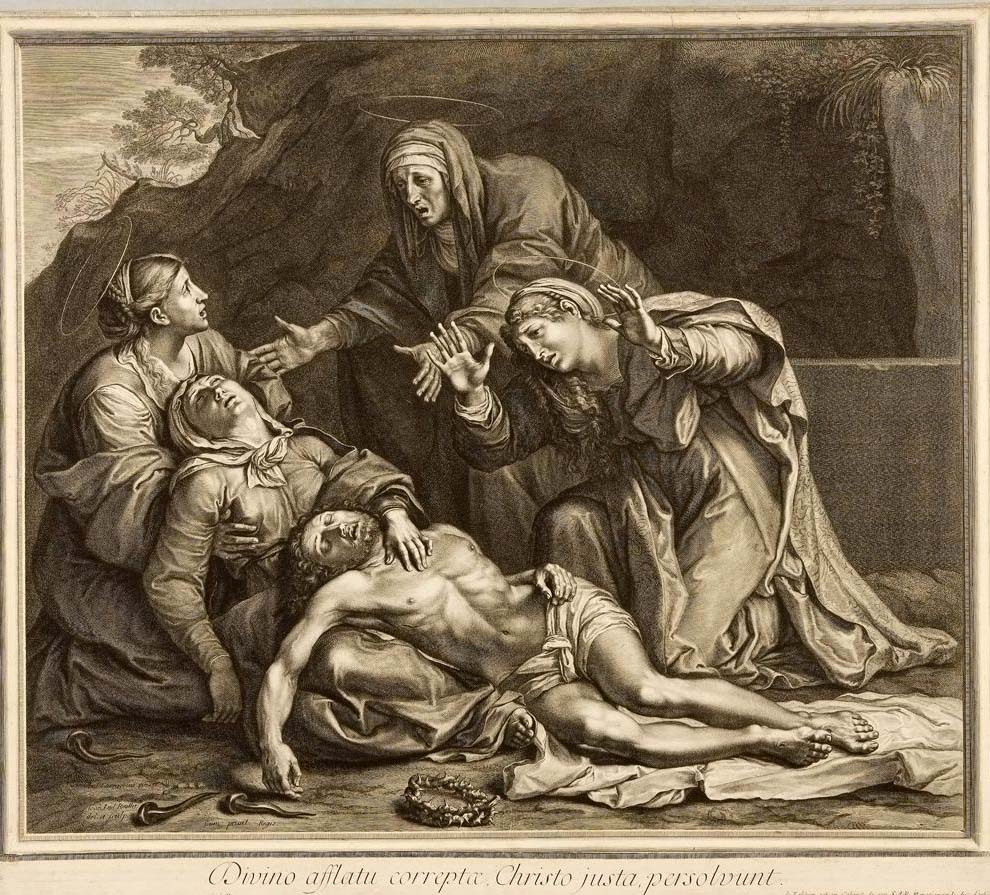
La Vierge des sept douleurs d'après Annibale Carrache.
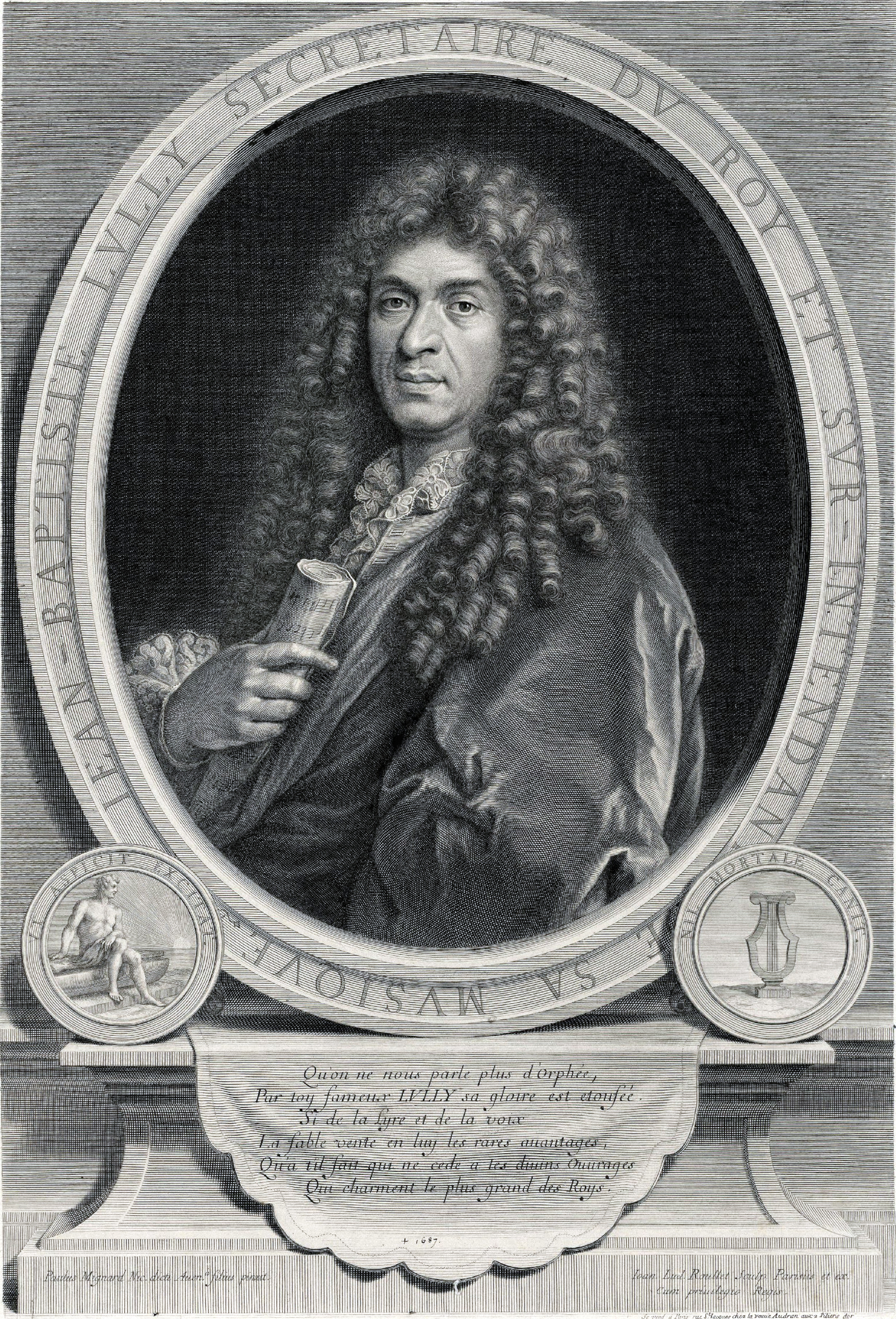
Portrait de Jean-Baptiste Lully d'après Nicolas Mignard.